# Чемпіонат світу з легкої атлетики в приміщенні 2018 — 1500 метрів (жінки)
Змагання з бігу на 1500 метрів серед жінок на Чемпіонаті світу з легкої атлетики в приміщенні 2018 у Бірмінгемі відбулись 2 та 3 березня в Арені Бірмінгем.

## Рекорди
На початок змагань основні рекордні результати були такими:
| WIR | Гензебе Дібаба Ефіопія | 3.55,17 | Карлсруе Німеччина | 1 лютого 2014  |
| CR  | Гелете Бурка Ефіопія   | 3.59,75 | Валенсія Іспанія   | 9 березня 2008 |
| WL  | Гензебе Дібаба Ефіопія | 3.57,45 | Карлсруе Німеччина | 3 лютого 2018  |

## Розклад
| Дата           | Час початку | Стадія |
| -------------- | ----------- | ------ |
| 2 березня 2018 | 19:42       | Забіги |
| 3 березня 2018 | 20:39       | Фінал  |

Вказаний місцевий час (UTC+0)

## Результати

### Забіги
Умови кваліфікації до наступного раунду: перші двоє з кожного забігу (Q) та троє найшвидших за часом з тих, які посіли у забігах місця, починаючи з третього (q).
Забіг 1
| Місце | Атлетка            | Країна          | Час     | Примітки |
| ----- | ------------------ | --------------- | ------- | -------- |
| 1     | Гензебе Дібаба     | Ефіопія         | 4.06,25 | Q        |
| 2     | Лора М'юр          | Велика Британія | 4.06,54 | Q        |
| 3     | Аіша Прот          | Ямайка          | 4.07,51 | q        |
| 4     | Марта Перес        | Іспанія         | 4.09,90 |          |
| 5     | Габріела Стаффорд  | Канада          | 4.09,94 | PB       |
| 6     | Діана Суєв         | Німеччина       | 4.10,64 |          |
| 7     | Луіза Гега         | Албанія         | 4.10,65 |          |
| 8     | Сімона Врзалова    | Чехія           | 4.14,11 |          |
|       | Еліан Сахолініріна | Мадагаскар      | DNF     |          |

Забіг 2
| Місце | Атлетка          | Країна          | Час     | Примітки |
| ----- | ---------------- | --------------- | ------- | -------- |
| 1     | Беатріс Чепкоеч  | Кенія           | 4.09,12 | Q        |
| 2     | Коллін Квіглі    | США             | 4.09,31 | Q, PB    |
| 3     | Кейт Ван Баскірк | Канада          | 4.09,42 | PB       |
| 4     | Домінік Скотт    | ПАР             | 4.09,80 |          |
| 5     | Ганна Кляйн      | Німеччина       | 4.12,11 |          |
| 6     | Ейліш Макколган  | Велика Британія | 4.13,32 |          |
| 7     | Маліка Аккауї    | Марокко         | 4.15,09 |          |
| 8     | Мераф Бахта      | Швеція          | 4.22,40 | q        |
| 9     | Клаудіа Бобоча   | Румунія         | 4.24,60 |          |

Забіг 3
| Місце | Атлетка             | Країна     | Час     | Примітки |
| ----- | ------------------- | ---------- | ------- | -------- |
| 1     | Сіфан Гассан        | Нідерланди | 4.05,46 | Q, SB    |
| 2     | Вінні Чебет         | Кенія      | 4.05,81 | Q, PB    |
| 3     | Рабебе Арафі        | Марокко    | 4.06,12 | q        |
| 4     | Шелбі Гуліган       | США        | 4.06,21 | q, PB    |
| 5     | Давіт Сеяум         | Ефіопія    | 4.10,20 |          |
| 6     | Лінн Нільссон       | Швеція     | 4.10,36 |          |
| 7     | К'яра Магіен        | Ірландія   | 4.11,81 |          |
| 8     | Аніті Хінріксдоттір | Ісландія   | 4.15,73 |          |

### Фінал
| Місце | Атлетка         | Країна          | Час     | Примітки |
| ----- | --------------- | --------------- | ------- | -------- |
| 1     | Гензебе Дібаба  | Ефіопія         | 4.05,27 |          |
| 2     | Лора М'юр       | Велика Британія | 4.06,23 |          |
| 3     | Сіфан Гассан    | Нідерланди      | 4.07,26 |          |
| 4     | Шелбі Гуліган   | США             | 4.11,93 |          |
| 5     | Вінні Чебет     | Кенія           | 4.12,08 |          |
| 6     | Аіша Прот       | Ямайка          | 4.12,86 |          |
| 7     | Беатріс Чепкоеч | Кенія           | 4.13,59 |          |
| 8     | Рабебе Арафі    | Марокко         | 4.14,94 |          |
| 9     | Коллін Квіглі   | США             | 4.15,97 |          |
| 10    | Мераф Бахта     | Швеція          | 4.23,05 |          |